# Booji Boy

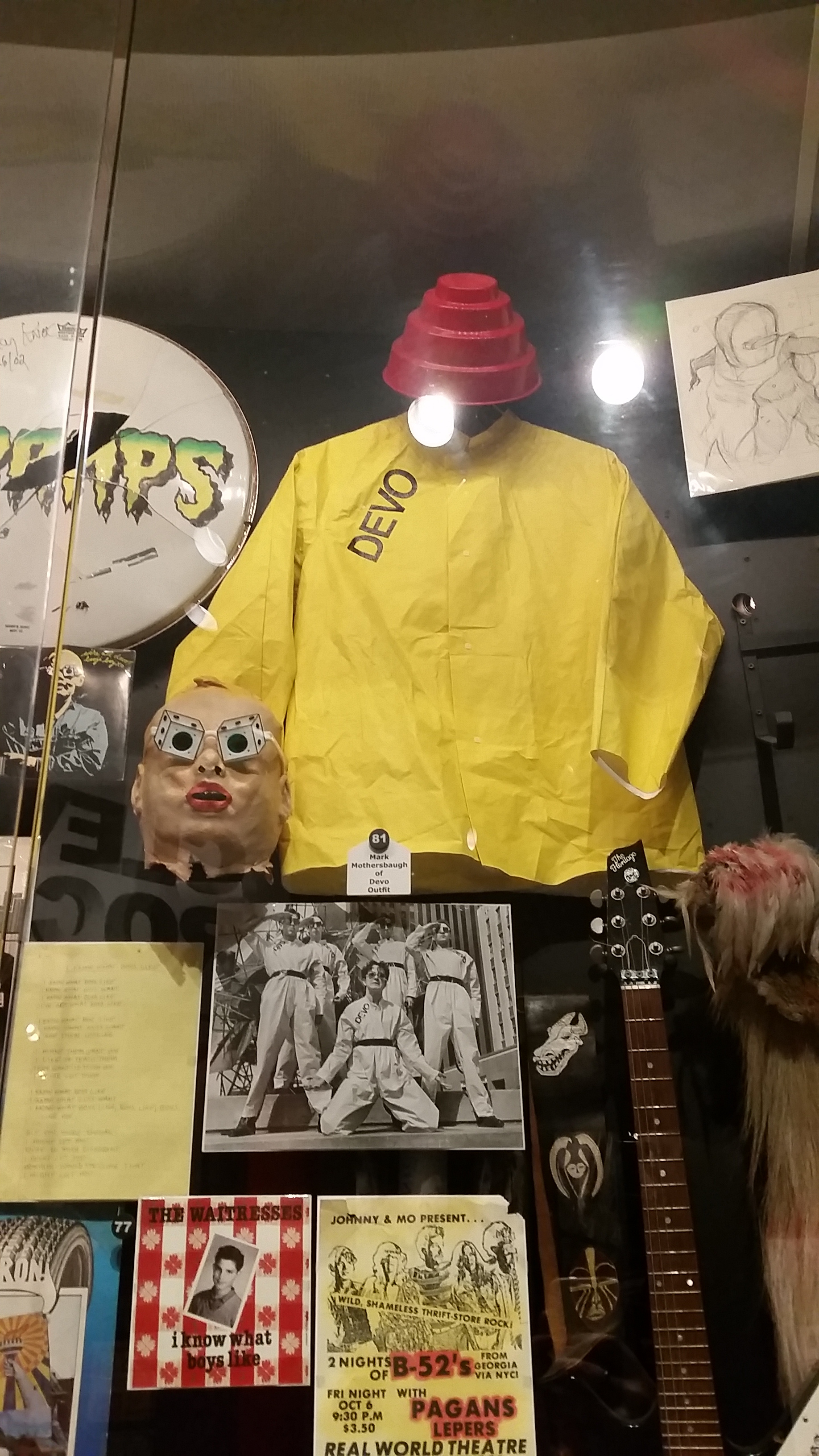
Itens de Mark Mothersbaugh no Rock and Roll Hall of Fame, nota-se uma das primeiras versões da máscara de Booji Boy

Booji Boy (/ˈbʊɡi/) é um personagem criado no início dos anos 1970 pela banda new wave americana Devo. O nome é pronunciado "Boogie Boy" - a estranha grafia "Booji" surgiu quando a banda estava usando Letraset para produzir legendas para um filme e ficou sem a letra "g". Quando o "i" foi adicionado, mas antes do "e", o vocalista do Devo, Mark Mothersbaugh, comentou que a grafia estranha "parecia certa".
Booji Boy tem traços de uma criança símia e normalmente usa um traje de proteção nuclear laranja. Ele é retratado por Mothersbaugh com uma máscara e é filho de outro personagem fictício de Devo, General Boy. A intenção da figura é satirizar a regressão infantil na cultura ocidental, uma qualidade que Devo gostou de elucidar. Este personagem foi apresentado oficialmente no curta-metragem de 1976, The Truth About De-Evolution.
De acordo com o livro We are all Devo!, as raízes do personagem vêm da descoberta de uma máscara de bebê em uma loja de novidades na área de Akron. Mothersbaugh desenvolveu o distintivo falsete agudo do personagem quase instantaneamente. Ele manteve um estoque de máscaras de Booji Boy por vários anos, mas devido ao armazenamento inadequado, muitas delas acabaram estragadas pela podridão seca. Uma máscara de meia cabeça semelhante foi usada em shows durante 2004 e 2005, e uma nova máscara baseada na original foi criada e usada a partir de 2007. Em 2012, SikRik Masks na cidade natal de Devo, Akron, Ohio, fez uma nova máscara que se assemelhava mais à original. A empresa fez 100 cópias da nova máscara, que foram vendidas através do Club Devo.
Booji Boy foi incorporado ao videogame Devo Presents Adventures of the Smart Patrol em CD-ROM para PC de 1996 . Seu nome foi simplificado para "Boogie Boy" e o jogo afirma que seu "nome verdadeiro" era "Craig Allen Rothwell". Não por acaso, este também é supostamente o nome real do dançarino conhecido como "Spazz Attack" que apareceu em alguns dos vídeos de Devo e interpretou Booji Boy em uma turnê Devo.
O livreto do jogo continha mais informações sobre a história do personagem:
Obcecado com a ideia de mutação genética, Craig se submeteu a uma operação malsucedida em um esforço para conseguir um acordo de mídia com a Big Media. Voilá! Boogie Boy - uma bizarra aberração infantil adulta com sexualidade pré-adolescente e sabedoria semelhante a Yoda.
Booji Boy apareceu nas imagens visuais da banda ao longo de sua carreira. Por exemplo, ele desempenha um papel proeminente no vídeo de seu single de 1981, "Beautiful World". Ele também apareceu no filme de Neil Young de 1982, Human Highway, em um papel muito cômico, mas perturbador, prevendo o fim do planeta. Booji é retratado na capa de Recombo DNA. Booji Boy anunciou publicamente sua renúncia pendente em várias ocasiões, mais recentemente em 13 de agosto de 2007, mas ele apareceu em um show do Summerfest em 4 de julho de 2010 e em 8 de julho de 2010 no Town Ballroom em Buffalo, Nova York. Booji Boy continua a aparecer em shows regularmente para apresentar "Beautiful World". Nos últimos anos, as aparições em shows de Booji Boy o viram vestido com trajes modernos de "hip hop" (incluindo um boné lateral e "bling" esportivo), com o baixista do Devo Gerald Casale apresentando-o como "Boogie Boyyyyyy".
Além dos trabalhos de Devo, Booji apareceu no vídeo caseiro Zabagabee da Barnes & Barnes demonstrando como se masturbar e no videoclipe de "You Ain't Fresh" da dupla de hip hop Boogie Boys.

## Booji Boy Records
"Booji Boy" também era o nome do selo independente que Devo usou para gravar suas primeiras canções. Mais recentemente, tornou-se um selo de lançamento de arquivo, lançando material antigo de interesse dos fãs. Os seguintes lançamentos de vinil foram vendidos sob a bandeira Booji Boy:
| Ano  | Título                                                            | Formato | Número de Catálogo | Notas                               |
| ---- | ----------------------------------------------------------------- | ------- | ------------------ | ----------------------------------- |
| 1977 | Mongoloid / Jocko Homo                                            | 7"      | 7033-14            |                                     |
| 1977 | (I Can't Get Me No) Satisfaction / Sloppy (I Saw My Baby Getting) | 7"      | 72843              |                                     |
| 2012 | New Traditionalists - Live 1981 Seattle                           | 2xLP    | BOOJI-001          |                                     |
| 2014 | Something Else for Everybody                                      | CD      | DEV-00001-2        | Outtakes de Something for Everybody |
| 2015 | Nutty Buddy                                                       | CASS    | FUTURISMO No.11    | Single, gravado ao vivo em 1977     |
| 2019 | It's All Good                                                     | 7"      | Futurismo No. 33   | Gravado no início dos anos 2000     |
| 2020 | Freedom Of Choice / Girl U Want                                   | 7"      | SHADE 029          | Gravado ao vivo em 2012 e 2019      |

## "My Struggle"
Mothersbaugh, como Booji Boy, escreveu um livro intitulado My Struggle. O título é a tradução para o inglês de Mein Kampf, de Adolf Hitler, e o livro apresentava uma capa de couro vermelho como uma cutucada no "pequeno livro vermelho" do presidente Mao Zedong. Trechos do livro também podem ser encontrados escondidos no CD-ROM do Devo, "Devo Presents Adventures of the Smart Patrol".

## Músicas interpretadas por Booji Boy
Booji Boy se apresenta principalmente ao vivo, mas sua voz foi usada em várias das primeiras gravações do Devo, como "Lost At Home (Tater Tot)" e uma versão inicial de "Smart Patrol". Suas únicas aparições no álbum são a música "Puppet Boy" de Shout, o cover de Devo de "Bread and Butter" de The Newbeats e uma faixa vocal regravada para a demo inicial "U Got Me Bugged", que aparece na trilha sonora de Devo Apresenta Adventures of the Smart Patrol (realizado por Pat Tierney em vez de Mark Mothersbaugh).
Em concerto, Booji executou várias canções:
- "The Words Get Stuck In My Throat" - tocada ao vivo em concerto em 1977 e 1978. Em 2000, uma versão de estúdio foi gravada para a coletânea Pioneers Who Got Scalped. A canção é originária do filme japonês The War of the Gargantuas.
- "I Need a Chick" - apresentada em alguns shows em 1977 e 1978.
- "Red Eye" - tocada na turnê de 1978 e vista no filme The Men Who Make the Music.
- "In Heaven Everything Is Fine" e "The One That Gets Away" - interpretadas em 1979. "In Heaven" originalmente fazia parte da trilha sonora do filme Eraserhead de David Lynch .
- "Gotta Serve Somebody" - tocada com o alter-ego de Devo, Dove, "a banda do amor". Uma gravação ao vivo aparece no álbum de compilação Recombo DNA.
- "U Got Me Bugged" - realizada em dois shows no final de 1979, e novamente na turnê Hardcore Devo em 2014
- "Tunnel of Life" - realizado em 1980. O vídeo dessa performance aparece no DVD Devo Live 1980. (A versão instrumental desta música, que aparece em Hardcore Devo: Volume Two, é intitulada "Booji Boy's Funeral".)
- "Beautiful World" - realizada desde 1981.
- "Hey Hey My My" - realizada com Neil Young em Human Highway